# Estación General Liborio Bernal
General Liborio Bernal es una estación de ferrocarril ubicada en la ciudad de General Liborio Bernal, Departamento Adolfo Alsina, Provincia de Río Negro, Argentina.

## Ubicación
Se encuentra a 44 km al oeste de la ciudad de Viedma.

## Servicios
Por sus vías transitan formaciones de cargas y de pasajeros de la empresa Tren Patagónico S.A.. Los trenes de pasajeros no presentan parada en esta estación.